# Stelis flexuosissima
Stelis flexuosissima är en orkidéart som beskrevs av Carlyle August Luer och Alexander Charles Hirtz. Stelis flexuosissima ingår i släktet Stelis och familjen orkidéer. Inga underarter finns listade i Catalogue of Life.